# Funchalia
Funchalia is een geslacht van kreeftachtigen uit de klasse van de Malacostraca (hogere kreeftachtigen).

## Soorten
- Funchalia danae Burkenroad, 1940
- Funchalia meridionalis (Lenz & Strunck, 1914)
- Funchalia sagamiensis Fujino, 1975
- Funchalia taaningi Burkenroad, 1940
- Funchalia villosa (Bouvier, 1905)
- Funchalia woodwardi Johnson, 1868